# Piatigorsk

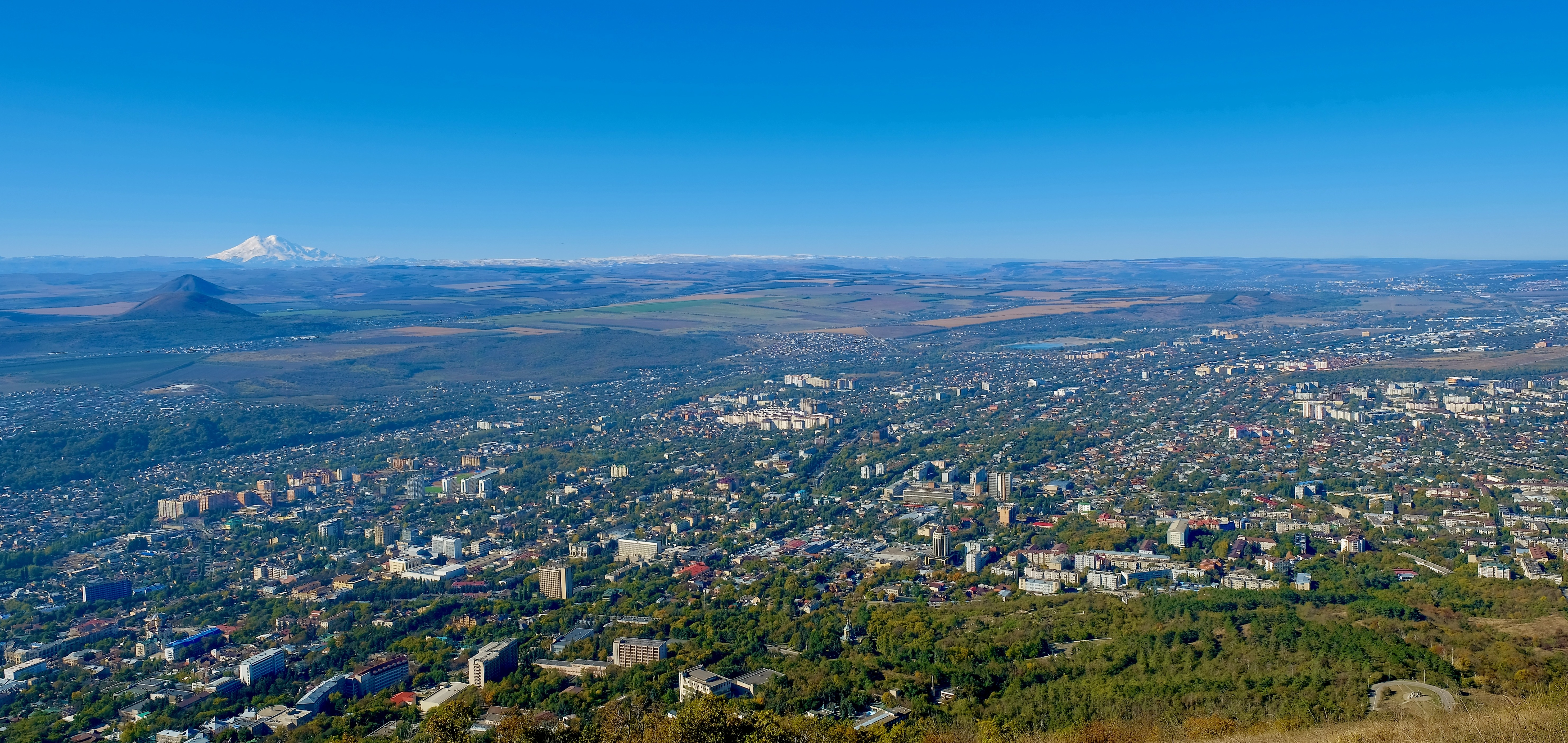
Vista do Monte Mashuk

Piatigorsk (russo:  Пятиго́рск) é uma cidade no krai de Stavropol, situada no rio de Podkumok, aproximadamente a 20 quilômetros (12 mi) da cidade de Mineralnie Vody, onde há um aeroporto internacional, e aproximadamente a 45 quilômetros (28 mi) de Kislovodsk. Desde 19 de janeiro de 2010, tem sido o centro administrativo do Distrito Federal do Cáucaso Norte da Rússia. De acordo com o censo populacional de 2010, tem 142 511 habitantes (140 559 no censo de 2002; 129 499 no censo de 1989)